# Harry Tobias
Harry Tobias, född 11 september 1895, död 15 december 1994 i St. Louis Missouri, var en amerikansk kompositör och  sångtextförfattare.